# Nkhotakota
Nkhotakota é um distrito do Malawi localizado na Região Central. Sua capital é a cidade de Nkhotakota.